# Ulfsbäck

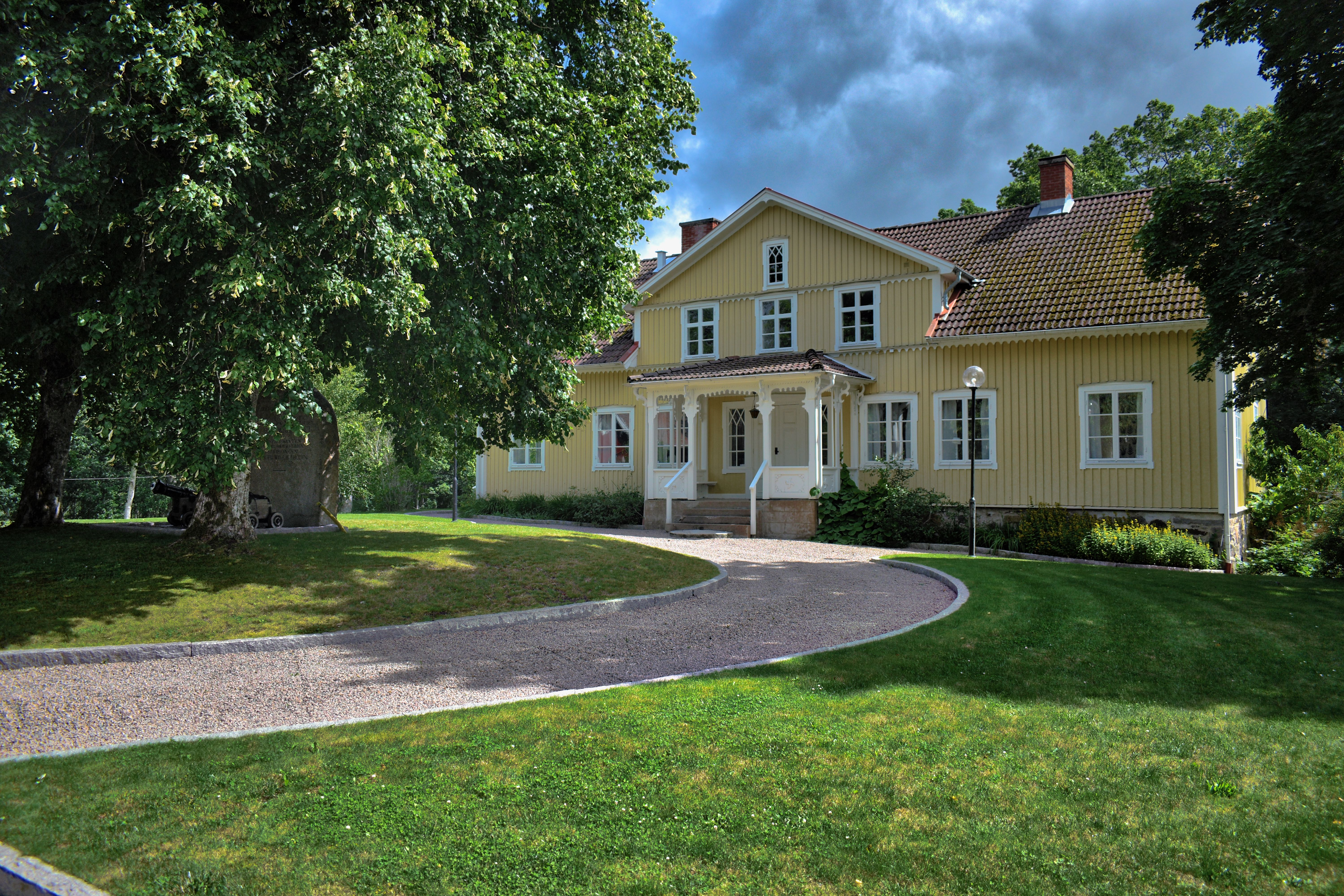
Ulfsbäcks prästgård

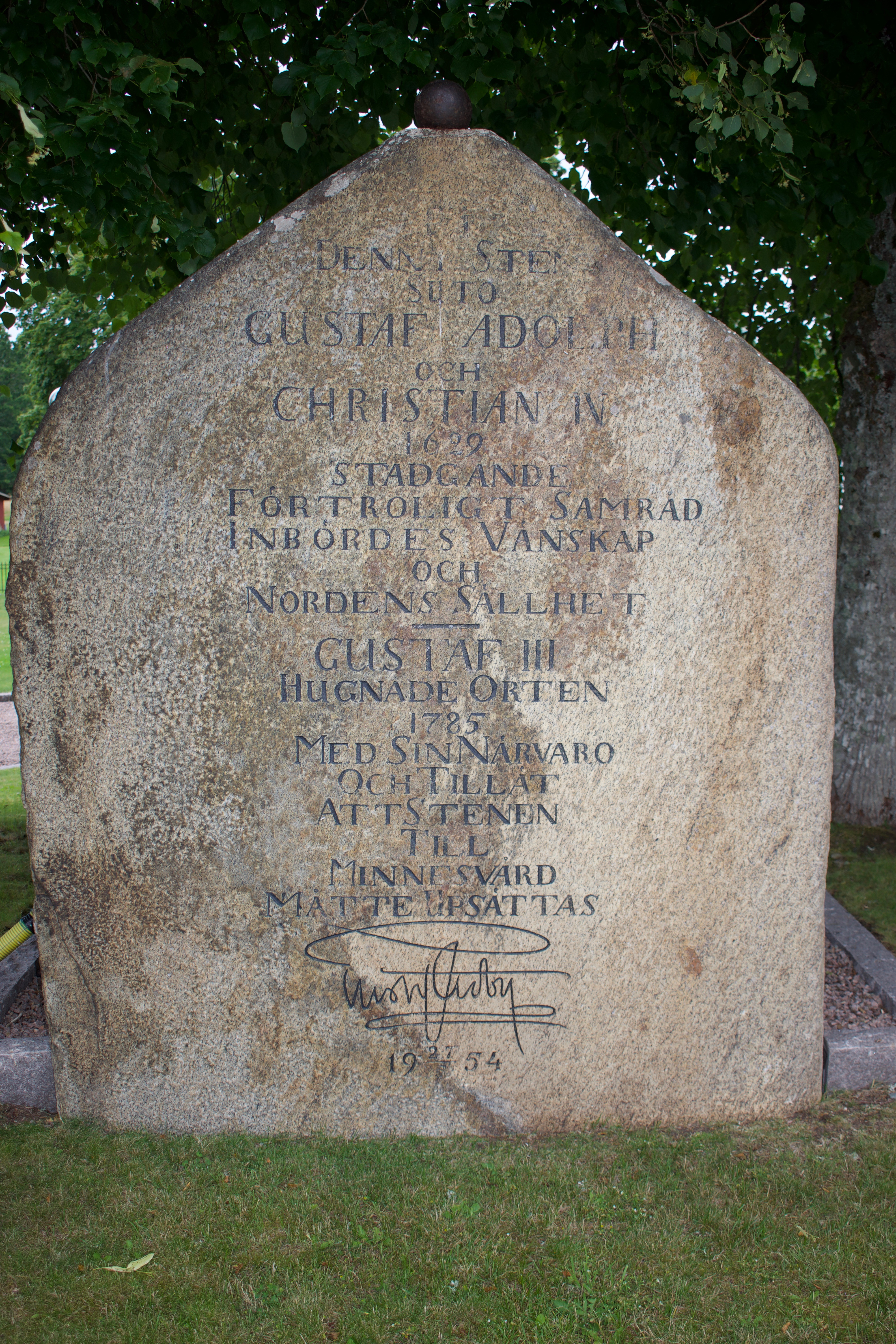
Minnessten vid Ulfsbäcks prästgård, åtsida

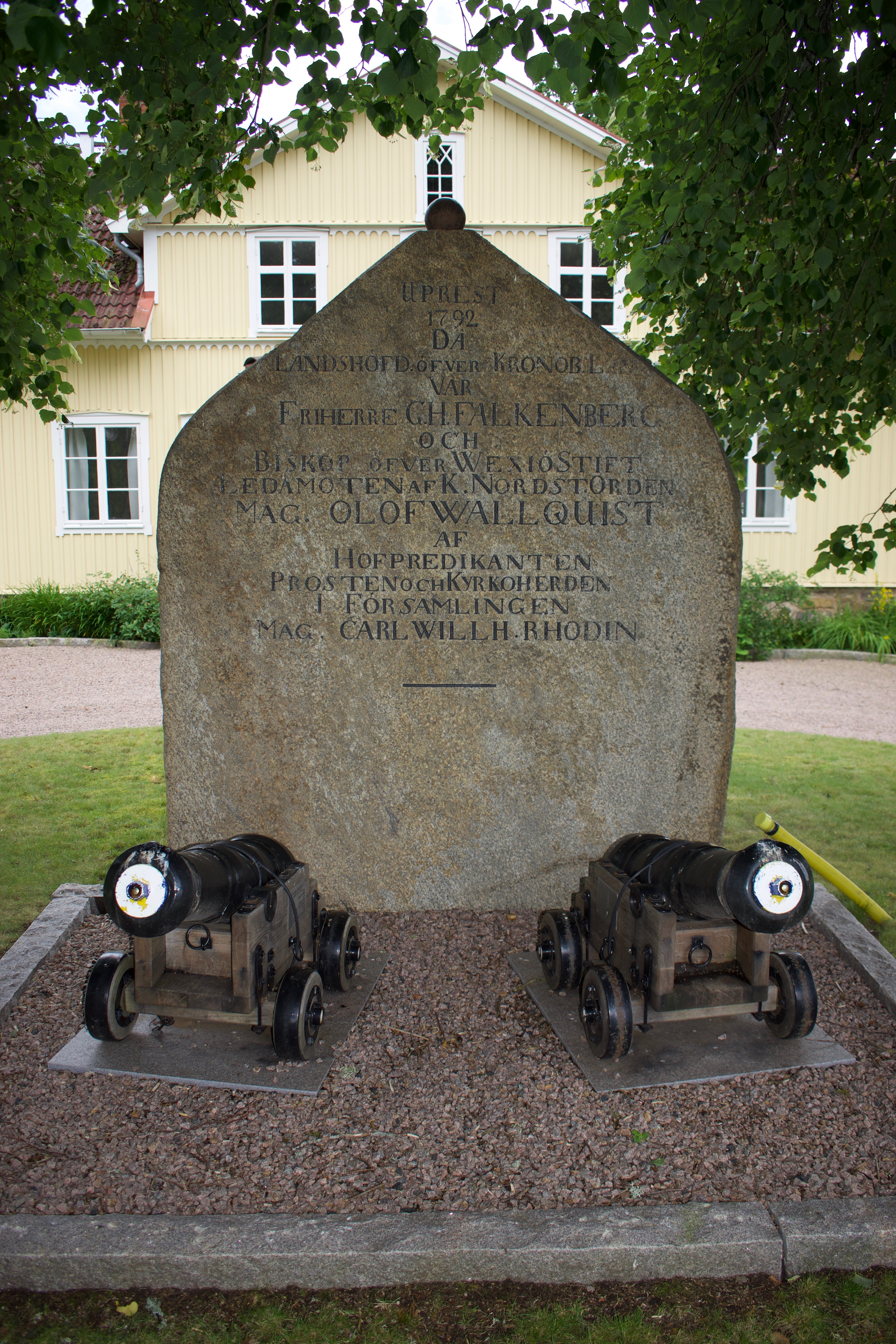
Minnessten vid Ulfsbäcks prästgård, frånsida

Ulfsbäck eller Ulvsbäck är en tidigare prästgård, numera i privat ägo, i Markaryds socken i Kronobergs län vid Lagan, omkring 2,5 km från socknens kyrka. Den nuvarande huvudbyggnaden uppfördes 1878, men på samma plats har sannolikt funnits ett prästboställe sedan medeltiden. 
Ulfsbäck är bekant genom diplomatiska förhandlingar, som förts där mellan Sverige och Danmark. 
Mellan Ulfsbäck och det närbelägna, förr inom Danmarks gräns liggande Knäred i Halland, hölls sommaren 1569 ett möte i fredssyfte. 
I Ulfsbäck bodde november 1612–januari 1613 Axel Oxenstierna och andra svenska herrar, som förde de underhandlingar, vilka ledde till freden i Knäred, och i Ulfsbäck hade Gustav II Adolf 22–24 februari 1629 ett möte med Kristian IV på dennes begäran. Gustav Adolf lyckades icke trots de mest energiska övertalningsförsök att få tillstånd en allians med Kristian i det fortsatta kriget i Tyskland.
På Ulfsbäcks ägor låg Hylte skans.